# アミン・ユネス
アミン・ユネス（Amin Younes、1993年8月6日 - ）は、ドイツ・デュッセルドルフ出身のプロサッカー選手。ポジションはフォワード（左ウイング）。

## 経歴

### クラブ

#### ボルシアMG
レバノン人の父とドイツ人の母の間に生まれ、ドイツ西部のデュッセルドルフで育った。SGウンターラートを経て2000年にボルシア・メンヒェングラートバッハの下部組織に加入。順当にステップアップをすると2011-12シーズンにトップチームに昇格し、2012年4月1日に行われたハノーファー96戦でブンデスリーガデビューを果たした。2012-13シーズンになると先発出場の機会を得るようになり、2013年2月24日に行われたボルシア・ドルトムント戦で初得点を決めた。

#### カイザースラウテルン
2014年8月、2.ブンデスリーガのカイザースラウテルンへレンタル移籍をした。移籍期間は2014-15シーズン終了後の2015年6月30日までの約1年間で、買取オプションはなしという契約内容となった。
同年8月24日に行われたアイントラハト・ブラウンシュヴァイク戦でデビューすると、公式戦15試合に出場し2得点を記録した。契約期間を満了しボルシアMGへ復帰すると、チームにはユネスと同タイプのウイングプレーヤーが多く所属していたため、ペニエル・ムラパとともに構想外となり、再び他クラブへの移籍を模索するようになった。

#### アヤックス
2015年7月、オランダのアヤックス・アムステルダムへ移籍した。この移籍はボルシアMGとの間で2016年6月30日まで残されていた契約を解消する形のもので、アヤックスとの契約期間は2018年6月30日までの3年、さらに1年間の延長オプションが盛り込まれた契約内容となっている。
移籍後はセカンドチームのヨング・アヤックスでプレーし、テルスター戦での活躍がトップチームを率いていたフランク・デ・ブールの目に留まり、同年9月17日に行われたUEFAヨーロッパリーグ 2015-16 グループリーグのセルティック戦においてアヤックスでの公式戦デビューを飾った。
それまで伸び悩みもささやかれていたユネスだったが、アヤックスでは好調なプレーを維持し、UEFAヨーロッパリーグ 2016-17では準々決勝第2戦のシャルケ04戦や、準決勝第1戦のオリンピック・リヨン戦で得点をあげる活躍を見せ、決勝進出に貢献した。決勝戦では22年ぶりの欧州タイトル獲得を目指したもののイングランドのマンチェスター・ユナイテッドに0-2で敗れ、準優勝という結果に終わったが、大会の優秀選手に選出された。
また、国内リーグ戦では2015年の加入から2016-17シーズン終了時点で、56試合に出場し11得点18アシストを記録している。

#### ナポリ
2018年7月、SSCナポリに移籍した。

#### フランクフルト
2020年10月3日、アイントラハト・フランクフルトにレンタル移籍した。レンタル期間は2年間。2020-21シーズンはリーグ戦26試合に出場したもののシーズン終盤は怪我で活躍できず、さらに2021年夏に給与アップを求めてクラブとの関係も悪化した。2021-22シーズンはベンチ入りすらほとんど出来ず、2022年1月にレンタル期間を前倒してフランクフルトを退団することが発表された。

#### アル・イテファク
2022年1月23日、2024年までの契約でアル・イテファクに移籍した。翌シーズンからはFCユトレヒトに期限付き移籍し慣れ親しんだオランダでのプレーとなったが、シーズン途中に監督のヘンク・フレイザーが自身に暴行を働いたことにより、フレイザーが辞任する事態となった。
2023年7月27日、アル・イテファクとの契約を双方合意の下で解除した。

### 代表
代表レベルでは各年代のドイツ代表に招集された経歴を持つ。
2015年6月、U-21ドイツ代表としてチェコで開催されたUEFA U-21欧州選手権2015に出場し、準決勝でU-21ポルトガル代表に敗れたものの、全4試合に出場した。
2017年5月、ロシアで開催されるFIFAコンフェデレーションズカップ2017のドイツ代表メンバーに選出された。同年6月6日に行われたデンマーク代表との国際親善試合において途中出場で代表デビューを飾り、同年6月10日に行われた2018 FIFAワールドカップ・ヨーロッパ予選のサンマリノ代表戦では代表初得点を決めた。
コンフェデレーションズカップではスーパーサブとしての起用となり、グループリーグ第3戦のカメルーン代表戦で出場機会を得ると左サイドで活発な動きを見せ、準決勝のメキシコ代表戦ではアディショナルタイムにだめ押しとなる4点目の得点を決め、決勝進出に貢献した。決勝戦では出場機会はなかったが、優勝メンバーに名を連ねた。

## 人物
技巧的な左ウイングであり、UEFAヨーロッパリーグの統計ではトップの成功率（49パーセント）というドリブルの技術を有するほか、得点とアシストの双方の能力を備えている。ドイツ代表監督のヨアヒム・レーヴはユネスのプレーを「1対1の状況での素晴らしい強さを含め、多くを提供する。それは多くの選手が持ち合わせていなかった技術だ」と評している。
U-19やU-21ドイツ代表時代にホルスト・ルベッシュから指導を受けており、その後も交流を続けている。2017年現在、ドイツサッカー連盟のスポーツディレクターを務めるルベッシュは、レーヴからドイツ人選手のドリブラーの少なさを嘆かれた際に「我々にはレロイ・サネだけではなく、ユネスがいる」と推挙したという。

## 個人成績
出典
| 所属クラブ           | シーズン | リーグ           | リーグ戦 | リーグ戦 | カップ戦 | カップ戦 | 欧州カップ戦 | 欧州カップ戦 | その他 | その他 | 合計 | 合計 |
| 所属クラブ           | シーズン | リーグ           | 出場     | 得点     | 出場     | 得点     | 出場         | 得点         | 出場   | 得点   | 出場 | 得点 |
| -------------------- | -------- | ---------------- | -------- | -------- | -------- | -------- | ------------ | ------------ | ------ | ------ | ---- | ---- |
| ボルシアMG           | 2011-12  | ブンデスリーガ   | 1        | 0        | 0        | 0        | 0            | 0            | -      | -      | 1    | 0    |
| ボルシアMG           | 2012-13  | ブンデスリーガ   | 11       | 1        | 0        | 0        | 2            | 0            | -      | -      | 13   | 1    |
| ボルシアMG           | 2013-14  | ブンデスリーガ   | 14       | 0        | 0        | 0        | 0            | 0            | -      | -      | 14   | 0    |
| カイザースラウテルン | 2014-15  | 2.ブンデスリーガ | 14       | 2        | 1        | 0        | 0            | 0            | -      | -      | 15   | 2    |
| アヤックス           | 2015-16  | エールディヴィジ | 27       | 8        | 2        | 0        | 6            | 0            | -      | -      | 35   | 8    |
| アヤックス           | 2016-17  | エールディヴィジ | 29       | 3        | 1        | 0        | 15           | 3            | -      | -      | 45   | 6    |

| 所属クラブ              | シーズン               | リーグ  | リーグ戦 | リーグ戦 | 合計 | 合計 |
| 所属クラブ              | シーズン               | リーグ  | 出場     | 得点     | 出場 | 得点 |
| ----------------------- | ---------------------- | ------- | -------- | -------- | ---- | ---- |
| ボルシアMG II           | レギオナルリーガ       | 2010–11 | 6        | 0        | 6    | 0    |
| ボルシアMG II           | レギオナルリーガ       | 2011-12 | 20       | 3        | 20   | 3    |
| ボルシアMG II           | レギオナルリーガ       | 2012-13 | 11       | 1        | 11   | 1    |
| カイザースラウテルン II | レギオナルリーガ       | 2014-15 | 3        | 0        | 3    | 0    |
| ヨング・アヤックス      | エールステ・ディヴィジ | 2015–16 | 4        | 1        | 4    | 1    |

## 代表歴

### 出場大会
- U-21ドイツ代表
  - 2015年 - UEFA U-21欧州選手権2015（ベスト4）
- ドイツ代表
  - 2017年 - FIFAコンフェデレーションズカップ（優勝）

### 試合数
- 国際Aマッチ 8試合 2得点（2017年 - )[1]

| ドイツ代表 | 国際Aマッチ | 国際Aマッチ |
| 年         | 出場        | 得点        |
| ---------- | ----------- | ----------- |
| 2017       | 5           | 2           |
| 2021       | 3           | 0           |
| 通算       | 8           | 2           |

### 代表での得点
| # | 開催日        | 開催地                                   | 対戦国     | スコア | 結果 | 大会                                    |
| - | ------------- | ---------------------------------------- | ---------- | ------ | ---- | --------------------------------------- |
| 1 | 2017年6月11日 | ニュルンベルク、フランケンシュタディオン | サンマリノ | 4–0    | 7–0  | 2018 FIFAワールドカップ・ヨーロッパ予選 |
| 2 | 2017年6月29日 | カザン、カザン・アリーナ                 | メキシコ   | 4–1    | 4–1  | FIFAコンフェデレーションズカップ2017    |

## タイトル

### クラブ
ナポリ
- コッパ・イタリア : 2019-20

### 代表
- FIFAコンフェデレーションズカップ：2017

### 個人
- UEFAヨーロッパリーグ優秀選手 (2016-17)[16]